# Stanisław Wiącek (żołnierz AK)
Stanisław Wiącek (ur. 1 kwietnia 1915 w Trzciance, zm. 3 stycznia 1992 w Pabianicach) – podporucznik czasu wojny Armii Krajowej, kawaler Krzyża Srebrnego Orderu Wojennego Virtuti Militari.

## Życiorys
Pochodził z rodziny chłopskiej, był synem Pawła i Zofii z d. Podsiadło. Ukończył 3 klasy gimnazjum w Mielcu. Od końca 1940 zaangażowany był w drukowanie i kolportowanie tajnej gazety „Odwet”. W 1941 wstąpił w szeregi oddziału partyzanckiego „Jędrusie”. Brał udział w akcjach rozbicia więzień w Opatowie (12 marca 1943) i Mielcu (29 marca 1943). Za bohaterstwo wykazane w tych akcjach odznaczony Krzyżem Srebrnym Orderu Virtuti Militari.
W momencie rozpoczęcia akcji „Burza” (lipiec 1944) oddział „Jędrusie” wszedł w skład 2 pułku piechoty Legionów Armii Krajowej jako jego 4 kompania, a Stanisław Wiącek został dowódcą plutonu szturmowego. Dowodząc swym pododdziałem uczestniczył w starciach z Niemcami pod Dziebałtowem (27 sierpnia 1944) i Radoszycami. Za swą postawę podczas akcji „Burza” mianowany został do stopnia podporucznika czasu wojny.
Aresztowany przez funkcjonariuszy organów bezpieczeństwa w dniu 4 kwietnia 1945. Więziony w Kielcach, przeszedł śledztwo podczas którego był torturowany. Wyrokiem Wojskowego Sądu Rejonowego w Łodzi, wydanym 30 czerwca 1945 na sesji wyjazdowej w Kielcach, został skazany na 3-krotną karę śmierci i 27 lat więzienia. W wyniku amnestii zmieniono mu wyrok na karę 15 lat więzienia, którą odbywał w zakładach karnych w Rawiczu i Sztumie. W maju 1955 zawieszono wykonywanie reszty kary.
Po wyjściu na wolność podjął pracę jako magazynier w pabianickim Miejskim Przedsiębiorstwie Remontowo-Budowlanym, a po ukończeniu Technikum Ekonomicznego w Łodzi (1961) został kierownikiem magazynu w Zakładach Farmaceutycznych „Polfa” w Pabianicach. W 1956 zawarł związek małżeński z Irminą z domu Kokocińską, z którą miał córki Małgorzatę i Annę. Zmarł w Pabianicach i spoczął na tamtejszym cmentarzu. 

## Ordery i odznaczenia
- Krzyż Srebrny Orderu Wojennego Virtuti Militari nr 13098
- Krzyż Walecznych